# Gouvernement André Tardieu (2)
Pour les articles homonymes, voir Gouvernement André Tardieu.
Troisième République
Gouvernement Camille Chautemps I Gouvernement Théodore Steeg
Le deuxième gouvernement André Tardieu dure du 2 mars 1930 au 4 décembre 1930. Soutenu par la même coalition que le premier gouvernement André Tardieu, il durera neuf mois.

## Composition
| Portefeuille                                                 | Titulaire | Titulaire                                  | Parti |
| ------------------------------------------------------------ | --------- | ------------------------------------------ | ----- |
| Président du Conseil                                         |           | André Tardieu                              | AD    |
| Ministres                                                    |           |                                            |       |
| Ministre de la Justice                                       |           | Raoul Péret (jusqu'au 17 novembre 1930)    | RI    |
| Ministre de la Justice                                       |           | Henry Chéron                               | AD    |
| Ministre des Affaires étrangères                             |           | Aristide Briand                            | PRS   |
| Ministre de l'Intérieur                                      |           | André Tardieu                              | AD    |
| Ministre des Finances                                        |           | Paul Reynaud                               | AD    |
| Ministre du Budget                                           |           | Louis Germain-Martin                       | RI    |
| Ministre de la Guerre                                        |           | André Maginot                              | AD    |
| Ministre de la Marine                                        |           | Jacques-Louis Dumesnil                     | PRRRS |
| Ministre de l'Instruction publique et des Beaux-Arts         |           | Pierre Marraud                             | PRRRS |
| Ministre des Travaux publics                                 |           | Georges Pernot                             | FR    |
| Ministre du Commerce et de l'Industrie                       |           | Pierre-Étienne Flandin                     | AD    |
| Ministre de l'Agriculture                                    |           | Fernand David                              | PRRRS |
| Ministre des Colonies                                        |           | François Piétri                            | AD    |
| Ministre du Travail et de la Prévoyance Sociale              |           | Pierre Laval                               | DVD   |
| Ministre des Pensions                                        |           | Auguste Champetier de Ribes                | PDP   |
| Ministre de l'Air                                            |           | Laurent Eynac                              | RI    |
| Ministre des Postes, Télégraphes et des Téléphones           |           | André Mallarmé                             | RI    |
| Ministre de la Marine marchande                              |           | Louis Rollin                               | AD    |
| Ministre de la Santé publique                                |           | Désiré Ferry                               | DVD   |
| Hauts-commissaires                                           |           |                                            |       |
| Haut-commissaire au Tourisme                                 |           | Gaston Gérard                              | AD    |
| Sous-secrétaires d’État                                      |           |                                            |       |
| Sous-secrétaire d’État à la Présidence du Conseil            |           | Marcel Héraud                              | AD    |
| Sous-secrétaire d’État à l'Économie Nationale                |           | André François-Poncet                      | AD    |
| Sous-secrétaire d’État à l'Intérieur                         |           | René Manaut                                | RI    |
| Sous-secrétaire d’État aux Finances                          |           | Maurice Petsche                            | AD    |
| Sous-secrétaire d’État au Budget                             |           | Léon Baréty                                | AD    |
| Sous-secrétaire d’État à la Guerre                           |           | Humbert Ricolfi                            | AD    |
| Sous-secrétaire d’État à la Marine                           |           | Alphonse Rio                               | PRS   |
| Sous-secrétaire d’État aux Beaux-Arts                        |           | Eugène Lautier (jusqu'au 28 novembre 1930) | PRRRS |
| Sous-secrétaire d’État à l'Enseignement technique            |           | Henri Lillaz                               | RI    |
| Sous-secrétaire d’État à l'Éducation physique                |           | Émile Morinaud                             | PRS   |
| Sous-secrétaire d’État aux Travaux publics                   |           | Henri Falcoz (jusqu'au 28 novembre 1930)   | PRRRS |
| Sous-secrétaire d’État au Commerce et à l'Industrie          |           | Alfred Oberkirch                           | APNA  |
| Sous-secrétaire d’État à l'Agriculture                       |           | Robert Sérot                               | FR    |
| Sous-secrétaire d’État aux Colonies                          |           | Alcide Delmont                             | IDG   |
| Sous-secrétaire d’État au Travail et à la Prévoyance Sociale |           | Pierre Cathala                             | RI    |